# Bunodosoma fallax
Bunodosoma fallax är en havsanemonart som först beskrevs av Ferdinand Albin Pax 1922.  Bunodosoma fallax ingår i släktet Bunodosoma och familjen Actiniidae. Inga underarter finns listade i Catalogue of Life.